# Epidendrum bifarium
Epidendrum bifarium är en orkidéart som beskrevs av Olof Swartz. Epidendrum bifarium ingår i släktet Epidendrum och familjen orkidéer. Inga underarter finns listade i Catalogue of Life.